# Isochromodes carbina
Isochromodes carbina är en fjärilsart som beskrevs av Druce 1892. Isochromodes carbina ingår i släktet Isochromodes och familjen mätare. Inga underarter finns listade i Catalogue of Life.